# Махиборода, Георгий Иванович
Гео́ргий Ива́нович Махиборода́ (1950) — советский футболист, защитник.

## Карьера
Воспитанник «Кубани», в 1967 году был в составе главной команды, однако на поле не выходил. В 1968 году играл за павловский «Колос». В 1970 году выступал за майкопскую «Дружбу». В сезоне 1972 года вернулся в «Кубань», в составе которой провёл 2 матча.
В 1973 году в составе ростовского СКА дебютировал в Высшей лиге СССР, где провёл 4 встречи. В сезоне 1974 года снова играл за «Дружбу», в 38 матчах забил 3 гола.